# Caroline Palavicino-Maggio
Caroline Palavicino-Maggio es una neurocientífica latinoamericana e investigadora en el Departamento de Neurobiología en la Escuela Médica de Harvard especializada en cómo el cerebro regula el comportamiento agresivo. Es mentora de alumnado STEM y promueve la diversidad, equidad, e inclusión en su comunidad científica. 

## Biografía
Nació en Harlem y creció en Washington Heights en Nueva York. Su madre era una inmigrante de Colombia y su padre era un inmigrante de Chile. Más tarde en su infancia, su familia se trasladó a una pequeña ciudad en Nueva Jersey llamada Edgewater, donde su madre trabajaba en el comercio minorista y su padre como mecánico de ascensores.
Cuando tenía 13 años, su hermana puso fin a su vida. Esta experiencia que le cambió la vida le motivó a enfocar su carrera en la neurociencia, específicamente en la neuroquímica en el contexto del comportamiento. Además, experimentó crímenes violentos en los diversos vecindarios en los que vivió cuando era niña, y esta experiencia la motivó aún más a estudiar la neurobiología de la agresión, así como a centrar su trabajo para contribuir en la psicología criminal, con el propósito de lograr cambios a nivel social.

### Trayectoria académica
Con su intención de estudiar neurociencia, asistió a la Universidad Rider. Se especializó en biopsicología y sociología política siendo la primera mujer en su familia en lograr un título de educación superior. Se graduó en la Universidad Rider en el año 2002 con un Grado en Ciencias y comenzó su experiencia investigadora en la Universidad Rockefeller y en la Universidad de Columbia como asistente de investigación de 2002 a 2008. Durante este tiempo, tuvo la oportunidad de presentar su investigación en la conferencia de la Sociedad para la Neurociencia, donde coincidió con Nick Ingolglia, el decano asociado de la Facultad de Medicina de Nueva Jersey en la Universidad de Rutgers, quien la inspiró a realizar estudios de posgrado.
En 2009 comenzó su posgrado en la Universidad Rutgers en la Facultad de Medicina de Nueva Jersey en el Departamento de Farmacología y Fisiología. Bajo la tutoría de Andrew Thomas y Eldo Kuzhikandathil, centró su trabajo de posgrado en analizar los efectos de los fármacos neuropsiquiátricos en el aumento de peso. Una de las muchas razones por las que las personas pacientes dejan de tomar medicamentos para tratar enfermedades mentales se debe a efectos secundarios como el aumento de peso. Se graduó con un doctorado en Neurofarmacología y Neurofisiología en 2013 con su tesis titulada Effect of Antipsychotics on the Enteric Nervous System: Implications for Weight Gain.
Realizó su postdoctorado en la Escuela Médica de Harvard en 2016. Antes de empezar en el laboratorio, realizó un curso del Laboratorio Cold Spring Harbor en Neurobiología de Drosophila para prepararse para trabajar bajo la tutoría de Edward Kravitz en Harvard estudiando la agresión en drosophila. Su trabajo exploró la función y la localización celular de proteínas en Drosophila melanogaster, las moscas de fruta, que correlacionan con fenotipos hiper-agresivos. Al comprender los sustratos neuronales para la agresión en organismos modelo, su investigación preparaba el escenario para una mejor comprensión de cómo estos genes impulsan comportamientos agresivos y cómo podrían ser dirigidos terapéuticamente en pacientes con trastornos neuropsiquiátricos.
Promueve la diversidad, equidad, e inclusión en su comunidad científica. Forma parte del consejo del Harvard Latino Alumni Association, es mentora de alumnado STEM y es directora de la revista Journal of Emerging Investigators, de acceso abierto que publica investigaciones realizadas por estudiantes de secundaria como un medio para exponer a personas jóvenes y subrepresentadas futuras científicas a la investigación académica y el proceso de publicación.
Forma parte de múltiples comités dentro de la Oficina de Diversidad, Inclusión y Asociación Comunitaria de Harvard, y es la directora de Mentoría del Programa de Reclutamiento y Exposición de Profesiones de la Salud en la Facultad de Medicina de Harvard.
También se dedica al trabajo de diplomacia para unir las conexiones comunitarias y científicas entre personas científicas estadounidenses y cubanas.

## Obras
- Palavicino-Maggio CB, Chan YB, McKellar C, Kravitz EA. A small number of cholinergic neurons mediate hyperaggression in female Drosophila. Proc Natl Acad Sci U S A. 2019 08 20; 116(34):17029-17038.[12]
- Palavicino-Maggio CB, Trannoy S, Holton KM, Song X, Li K, Nevo E. Aggression and courtship differences found in Drosophila melanogaster from two different microclimates at Evolution Canyon, Israel. Sci Rep. 2019 03 11; 9(1):4084.[13]
- Palavicino-Maggio CB, Kuzhikandathil EV. Dietary Fructose and GLUT5 Transporter Activity Contribute to Antipsychotic-Induced Weight Gain. Schizophr Bull. 2016 09; 42(5):1270-9.[5]
- Effect of Clozapine on the Enteric System: Implications for Antipsychotic-Induced Weight Gain. Caroline B Palavicino-Maggio, Krishna Tobon, Veronique Douard, Ronaldo P. Ferraris, and Eldo V. Kuzhikandathil. The FASEB Journal 2011 25:1_supplement, lb390-lb390.[14]

## Premios y reconocimientos
- 2016 Society for Translational and Academic Researcher Fellow, Harvard Medical School.[15]
- 2012 New York Academy of Sciences with PepsiCo. R&D Young Scientist Award.
- 2011 NIMH Independent Research Grant - Effects of Atypical Antipsychotics on Fructose Metabolism and Weight Gain.
- 2008 Alfred P. Sloan Foundation, Pre-doctoral Sloan Scholar.
- 2008 Rutgers University Honor Society for Research Scholars.
- 1998 Scholarship Recipient, Unilever Research, U.S.
- 1998 Eleanor Humanitarian Award.